# Liste des cardinaux créés par Anaclet II
L'antipape Anaclet II (1130-1138) a créé 8 pseudo-cardinaux dans 3 consistoires.

## Samedi saint1130
- Germano (diacre de S. Adriano in Foro piscium)
- Gregorio Otone (diacre de S. Maria in Aquiro)
- Pietro, O.S.B.Cas.

## 1131
- Donato (titre de S. Eusebio)
- Anselmo
- Rainaldo (diacre de S. Vito e Modesto)
- Matteo (diacre de Ss. Cosma e Damiano)

## 1135
- Benedetto (titre de Ss. Quattro Coronati)